# Gaststätte Kleiner Olymp
Die Gaststätte Kleiner Olymp befindet sich in Bremen, Stadtteil Mitte im Schnoorviertel, Hinter der Holzpforte 20. Das Haus entstand um 1750 bzw. nach 1760.
Das Gebäude steht seit 1973 unter Bremer Denkmalschutz.

## Geschichte
Die ursprüngliche Bevölkerung des Schnoors bestand überwiegend aus Flussfischern und Schiffern. In der Epoche des Klassizismus und des Historismus entstanden von um 1800 bis 1890 die meisten oft kleinen Gebäude. Im weiteren Verlauf wurde es zum Arme-Leute-Viertel, das in weiten Bereichen verfiel – vor allem nach dem Zweiten Weltkrieg.
1959 wurde von der Stadt ein Ortsstatut zum Schutz der erhaltenswerten Bausubstanz beschlossen. Die Häuser wurden dokumentiert und viele seit den 1970er Jahren unter Denkmalschutz gestellt. Ab den 1960er Jahren fanden mit Unterstützung der Stadt Sanierungen, Lückenschließungen und Umbauten im Schnoor statt.
Das zweigeschossige, verputzte Giebelhaus mit einem Satteldach und dem markanten Eingang wurde um 1750 in der Epoche des Barocks für den Aufseher der Bastion auf dem Wall gebaut. Da die genaue Entstehungszeit des Hauses sich nicht ermitteln ließ, wurde auch 1710 als Baujahr vermutet, als das Grundstück in städtischen Besitz kam. 1762 erwarb der Kaufmann und Schiffer Johan Kannengießer das Haus und führte Umbauten durch. 1848 erfolgte ein Verkauf an Schiffskaptain Joh. Hinrich Spilker. 1874 kaufte der Kaufmann H. W. Fröhlke das Haus und gründet 1878 eine Essigfabrik, die bis in die 1930er Jahre bestand und bis ca. 1950 als Essigniederlassung genutzt wurde.
1953 wurde das Gebäude zum Wohnhaus mit größeren Fenstern umgebaut. Die Ladeluke und der Windenausleger verschwanden. 1963 fand der Umbau zu einer Gaststätte und Galerie statt. Die Fassade verändert sich und die schöne Rokokotür wurde saniert.
Die bestehende Gaststätte Kleiner Olymp erhielt ihren Namen nach dem französischen Film Kinder des Olymp (Les enfants du paradis, 1943/45).
Das Wohnhaus Hinter der Holzpforte 3 und das Concordenhaus befinden sich gegenüber. Der Straßenname Hinter der Holzpforte erinnert an die beiden mittelalterlichen Holtporten in der Bremer Stadtmauer, durch die das in Form von Flößen die Weser herab beförderte Holz in die Stadt geschafft werden konnte.